# L'anime nere
 L'anime nere è un album di Nada, pubblicato nel 1992.

## Descrizione
Nel 1992 Nada torna alla musica dopo cinque anni di silenzio artistico. Nel 1987 aveva partecipato al Festival di Sanremo classificandosi ultima con il brano Bolero. Questo insuccesso la spinse a prendersi una pausa e a cercare nuove strade ed una nuova dimensione artistica.
L'album viene prodotto da Varo Venturi e Gerardo Manzoli e vede il ritorno della cantante alla RCA, etichetta per la quale aveva inciso dal 1969 al 1977.
Il disco rappresenta una prima svolta per la cantante, con melodie sicuramente accessibili ma venate da una vena rock nostalgica. Tutti i brani del disco sono firmati dalla cantante assieme a Liliana Richter, che utilizza lo pseudonimo Tulliach, Varo Venturi, che utilizza lo pseudonimo Hipnos e Gerardo Manzoli. Il disco non riceve però l'adeguata promozione, al di là della partecipazione dell'artista al Cantagiro, e non ottiene successo.
Le fotografie interne sono di Francesco Cabras.
È stato pubblicato in un'unica edizione, in formato LP, CD ed MC su etichetta RCA, con numero di catalogo PL 75283, distribuito anche in Francia e nel resto dell'Europa ed è stato anche pubblicato in digitale o per le piattaforme streaming.

## Tracce
1. Guarda quante stelle
2. Andavamo verso il mare
3. Primavera
4. Adios amor
5. Vent'anni fa
6. Mettiti in ginocchio
7. Lontano
8. La tua luce
9. Cry